# Alliance of American Football
L'Alliance of American Football (en abrégé : AAF) est une ligue professionnelle américaine de football américain créée par Charlie Ebersol et Bill Polian. La première et unique saison de la ligue a débuté ses activités le samedi 9 février 2019, soit une semaine après le Super Bowl LIII de la National Football League (NFL). La saison régulière devait comporter dix semaines de compétition et se terminer par une finale prévue le 27 avril 2019. Après huit semaines de compétiton, le propriétaire de la ligue Tom Dundon suspend le 2 avril ses opérations . Deux jours plus tard, elle libère les joueurs de leurs contrats avant de faire aveu de faillite le 17 avril 2019.
L'AAF était composée de huit équipes centralisées : toutes les équipes sauf une étaient localisées dans des villes situées au sud du 35e parallèle et toutes sauf une dans des régions comptant au moins une franchise majeure de sport professionnel.

## Histoire

### Création de la ligue
À la fin de l'année 2016, le cinéaste Charlie Ebersol (en) a l'idée de créer l'AAF après avoir réalisé le documentaire This Was the XFL, qui fait partie de la série 30 for 30 d'ESPN Films. Après avoir analysé l'histoire de la XFL, il arrive à la conclusion que son concept était viable mais que le produit fini avait été mal exécuté et que le football proposé était d'un niveau médiocre. Il commence à développer l'AAF en décembre 2017, à peu près au même moment où Vince McMahon, cofondateur de l'XFL, déclare qu'il envisage de relancer son ancienne ligue.
L'AAF est créée le 20 mars 2018. Même s'il considère que l'AAF ne disposera pas d'énormes infrastructure de l'XFL, Ebersol cherche à se concentrer sur la création d'un produit de qualité. Il déclare en se référant au film Field of Dreams, « Si vous le construisez, ils (les fans) viendront ». Il cherche à s'entourer de joueurs de football expérimentés ainsi que des dirigeants de qualité pour préparer le lancement de la ligue. C'est ainsi que l'AAF sera supervisée entre autres par Bill Polian (en), ancien directeur général dans la NFL, Troy Polamalu, ancien safety des Steelers de Pittsburgh et J.K. McKay (en), ancien membre exécutif de diverses institutions liées au football américain. D'autres personnalités deviennent conseillers : l'ancien wide receiver des Steelers Hines Ward, l'ancien defensive end des Giants et des Raiders Justin Tuck, ainsi que Dick Ebersol, père de Charlie, et ancien membre exécutif de NBC Sports et cofondateur de l'XFL.
Pour s'assurer d'un niveau professionnel suffisant, l'AAF embauche des entraîneurs ayant une expérience professionnelle dans le domaine du football américain. Le 7 avril 2018, Orlando annonce qu'elle a engagé comme entraîneur principal Steve Spurrier (en). En juin 2018, la ligne dévoile les villes des huit équipes qui joueront lors de la saison inaugurale et des drafts régionales seront organisées au cours desquelles les joueurs éligibles des universités locales seront protégés.
Le 30 juillet 2018, l'AAF annonce que la ligne a signé 100 joueurs. En août 2018, elle organise l'Alliance Scouting Combine qui se déroule sur trois sites :
- le 4 août 2018 à Los Angeles en Californie ;
- le 18 août à Houston au Texas ;
- les 25 et 26 août à Atlanta dans l'État de Géorgie[6].

Le 24 août 2018, 205 joueurs ont été signés par des équipes de l'AAF. Ces dates ont donné aux joueurs libérés des effectifs de la NFL la possibilité de se faire engager au sein de l'AAF. Chaque joueur signe un contrat de 3 ans d'un montant total de 250 000 dollars (70 000 dollars la 1re année, 80 000 dollars la 2e année et 100 000 dollars la 3e) dans lequel le montant pourra être augmenté en fonction des performances sur le terrain et des réactions interactives des fans.
En juillet 2018, la société Stater (en) à travers sa filiale G-III Sports, qui fabriquait les maillots de la NFL dans les années 1980 et 1990, est déclarée fournisseur officiel des équipements de l'AAF. Le 20 septembre, la ligne présente le nom et les logos des quatre premières équipes de la Conférence Est. Les quatre équipes de la Conférence Ouest sont révélées cinq jours plus tard. Le 16 octobre 2018, elle dévoile le calendrier des matchs (les dates et lieux, mais pas les heures) qui indique que les matchs auront lieu en week-end, deux le samedi et deux le dimanche. La saison régulière comportera 10 semaines.
Le camp des quarterbacks se déroule au Alamodome de San Antonio du 12 au 14 novembre. Le 27 novembre, la ligue organise dans l'Esports Arena, au Luxor Las Vegas, une draft à quatre tours consacrée aux quarterbacks. Cet événement est retransmis par CBS Sports Network.

### Première saison
Les premiers matchs doivent se dérouler lors du week-end des 9 et 10 février 2019. Quatre équipes seront qualifiées pour les matchs éliminatoires. Les demi-finales sont prévues les 20 et 21 avril 2019,. Initialement prévue le 27 avril au Sam Boyd Stadium de Las Vegas,, la finale est déplacée au Ford Center at The Star (en), un stade couvert de 12 000 places propriété de Jerry Jones.La ligue, qui souhaite toujours être une ligue affiliée à la NFL, voit les avantages de s'associer avec le propriétaire de la franchise des Cowboys de Dallas Jerry Jones. Le stade de Las Vegas déclare après cette annonce qu'aucun accord n'avait été signé entre la ligue et l'enceinte sportive. La rencontre y était néanmoins prévue et toutes les parties vendaient des places pour la finale de Vegas. À l'annonce du déménagement vers Frisco au Texas, l'AAF annonce le remboursement de toutes les places acquittées pour Vegas.

### Suspension des opérations
Malgré des audiences constantes de 400 000 à 500 000 téléspectateurs par rencontre, le propriétaire de l'Alliance of American Football Tom Dundon (en) décide de suspendre les opérations de la ligue le 2 avril 2019. Bill Polian (en), l'homme le plus connu du bureau d'organisation, communique publiquement en déclarant « Je regrette sincèrement que ceux qui croyaient en ce projet ne voient pas leurs espoirs et efforts être récompensés ». Alors que la plupart des joueurs occupe des chambres d'hôtel, la suspension brutale et immédiate de la ligue oblige les joueurs à payer leurs frais d'hôtel par eux-mêmes. Tous les contrats étant non garantis, les joueurs se retrouvent sans emploi et sans compensation. Deux jours après l'annonce de l'arrêt de la compétition, ils sont autorisés à signer un contrat pour la National Football League. C'est notamment le cas du meilleur marqueur de touchdowns à la réception de passe Rashad Ross qui signe avec les Panthers de la Caroline ou du cornerback Keith Reaser recruté par les Chiefs de Kansas City, tous deux ayant déjà été joueurs en NFL avant leur passage dans l'AAF,.
Si l'AAF organise une deuxième saison, elle se retrouvera en concurrence avec la nouvelle XFL, cette ligue ayant annoncé son intention d'organiser une saison en 2020.

## Équipes
| Eastern Conference          |                       |                               |        |      |                      |
| Legends d'Atlanta           | Atlanta, Géorgie      | Georgia State Stadium         | 24 333 | 2019 | Kevin Coyle (en)     |
| Iron de Birmingham (en)     | Birmingham, Alabama   | Legion Field                  | 71 594 | 2019 | Tim Lewis (en)       |
| Express de Memphis (en)     | Memphis, Tennessee    | Liberty Bowl Memorial Stadium | 58 325 | 2019 | Mike Singletary      |
| Apollos d'Orlando (en)      | Orlando, Floride      | Spectrum Stadium              | 44 206 | 2019 | Steve Spurrier (en)  |
| Western Conference          |                       |                               |        |      |                      |
| Hotshots de l'Arizona (en)  | Tempe, Arizona        | Sun Devil Stadium             | 57 078 | 2019 | Rick Neuheisel (en)  |
| Stallions de Salt Lake (en) | Salt Lake City, Utah  | Rice-Eccles Stadium           | 45 807 | 2019 | Dennis Erickson (en) |
| Commanders de San Antonio   | San Antonio, Texas    | Alamodome                     | 64 000 | 2019 | Mike Riley (en)      |
| Fleet de San Diego          | San Diego, Californie | SDCCU Stadium                 | 70 561 | 2019 | Mike Martz (en)      |

## Stades
| Atlanta, Géorgie      | Birmingham, Alabama  | Memphis, Tennessee            | Orlando, Floride      |
| --------------------- | -------------------- | ----------------------------- | --------------------- |
| Georgia State Stadium | Legion Field         | Liberty Bowl Memorial Stadium | Spectrum Stadium      |
| Capacité : 24 333     | Capacité : 71 594    | Capacité : 58 325             | Capacité : 44 206     |
|                       |                      |                               |                       |
| Tempe, Arizona        | Salt Lake City, Utah | San Antonio, Texas            | San Diego, Californie |
| Sun Devil Stadium     | Rice-Eccles Stadium  | Alamodome                     | SDCCU Stadium         |
| Capacité : 57 078     | Capacité : 45 807    | Capacité : 64 000             | Capacité : 70 561     |
|                       |                      |                               |                       |

## Acteurs

### Joueurs
À la recherche de vedettes pour promouvoir le championnat, l'Alliance of American Football contacte Colin Kaepernick, en conflit avec la National Football League. Le joueur aurait demandé environ 20 millions de dollars pour jouer dans l'AAF, loin des budgets disponibles par la ligue et a donc refusé la proposition. L'ancienne vedette universitaire devenue joueur de baseball Tim Tebow a également été contactée par la ligue et a refusé.
L'AAF permet à des joueurs ayant échoué en NFL d'avoir une seconde chance. Parmi les joueurs les plus en vue, le quarterback Christian Hackenberg mène l'attaque de l'Express de Memphis (en), le receveur Malachi Jones, débutant de l'année 2017 de l'Arena Football League, le coureur retraité de la NFL Denard Robinson ou encore le coureur des Iron de Birmingham (en) Trent Richardson.

### Dirigeants
Ancien entraîneur principal des Titans du Tennessee et des Rams de Saint-Louis, Jeff Fisher, également membre du comité de compétition de la National Football League est recruté comme directeur de la stratégie football par l'AAF.
D'abord annoncé comme coordinateur offensif des Legends d'Atlanta auprès de Brad Childress (en), l'ancienne vedette de la ville d'Atlanta Michael Vick accepte un rôle administratif lié au développement et au bien-être des joueurs de la ligue.

#### Cadres
- Charlie Ebersol (en), co-founder and CEO
- Bill Polian (en), co-founder and Head of Football[14]
- Troy Polamalu, Head of Player Relations[2]
- J.K. McKay (en) , Head of Football Operations[14]
- Tom Veit (en), Head of Business Operations[28]
- Hines Ward, Player Relations Executive[14]
- Jared Allen, Player Relations Executive and investor[14]
- Justin Tuck, Member of Player Engagements Board Of Advisors[14]

#### Conseil d'administration
- Dick Ebersol[14]
- Keith Rabois (en)[29]

## Règlement
Ebersol a délibérément évité de trop modifier les règles du jeu pour qu'elles puissent plus facilement être reconnues par le public américain
- Chaque équipe disposera d'un effectif de 52 joueurs, dont un certain nombre seront issus de drafts régionales[30],[31]. Les joueurs seront intégrés par la Ligue dans l'équipe localisée la plus proche de l'université pour laquelle il a joué pendant ses études. Une draft réservée aux QB s'est déroulée en novembre 2018 au cours de laquelle chaque équipe a pu conserver le QB qui lui avait été attribué ou sélectionner un QB non protégé d'une autre équipe[32].
- Il n’y aura pas de temps mort pour les diffuseurs et il y aura 60 % de publicité en moins, afin de viser un temps de jeu effectif de 150 minutes (contre 180 dans la NFL)[20],[33],[1].
- Chaque équipe devra tenter une conversion de touchdown à 2 points. Il n'y aura plus de point after touchown (PAT ou extra point kick)[33].
- Un blitz ne peut être effectué que par cinq joueurs au maximum.
- Il n'y aura plus de kickoffs : En début de mi-temps et de prolongation ainsi qu'après chaque action ayant amené un gain de points, les équipes débuteront sur la ligne de 25 yards dans leur territoire (comme après un touchback en NFL ou en NCAA). Plutôt que de tenter un onside kick, l'équipe peut conserver le ballon en tentant une action de jeu à partir de la ligne d'engagement dans laquelle est placée sur leur ligne de 28 yards. Le first down sera alors de 12 yards[34] (l'idée originelle pour cette action était de jouer à partir de 35 yards pour un first down habituel de 10 yards)[33],[2].
- Le temps pour la mise en jeu est réduit à 35 seconds, quinze secondes de moins qu'en NFL (la ligue proposait initialement 30 secondes, mais Eberson a craint qu'un délai aussi court ne nuise à la qualité du jeu)[33],[1].
- Les seules actions revues par vidéo par les arbitres seront celles sollicitées par les entraîneurs qui disposeront de deux challenges. Ces derniers ne seront pas autorisés dans les deux dernières minutes des mi-temps ni des prolongations, puisque dans ces périodes les vérifications vidéo sont automatiques[33].
- Des organismes indépendants géreront les protocoles de sécurité au niveau de la tête (commotions cérébrales)[14].
- En cas d'égalité en fin de temps réglementaire, il n'y aura qu'une seule prolongation. Chaque équipe aura une possession de balle qui débute sur la ligne des 10 yards adverses. Si les équipes sont encore à égalité après ces deux possessions (1 par équipe), le match se termine sur un partage[1].
- Les deux premières équipes de chaque conférence joue les séries éliminatoires[12].

## Aspects socio-économiques

### Structure
La ligue fonctionne comme une seule entité. Elle est propriétaire et gère toutes les équipes qui participent à sa compétition. Cette entité commerciale est dénommée Legendary Field Exhibitions LLC, dont certains investisseurs sont la société de capital-risque Founders Fund de Peter Thiel, le groupe Peter Chernin (propriétaire de Barstool Sports (en)), Jared Allen, les entreprises Slow, Adrian Fenty, les entreprises Charles King's M et Keith Rabois (en),.
La MGM Resorts International s'est investie dans la plateforme technique de l'AAF et signe avec la ligue un contrat de trois ans comme sponsor officiel et partenaire exclusif des paris sportifs. C'est la première fois qu'une organisation sportive vend l'exclusivité de ses droits de paris à une société de paris sportifs,
.
La ligne prévoit également des primes et des bourses pour les joueurs, des bonus seraient accordés en fonction des performances, et des réactions interactives des fans et des joueurs gagneraient une bourse d'études post-secondaires d'un an pour chaque saison jouée. Les joueurs devraient obtenir des contrats non garantis de trois ans d'une valeur de 250 000 dollars plus une assurance maladie tout en bénéficiant d'une clause échappatoire pour pouvoir intégrer la NFL. Ce contrat de trois ans viserait délibérément la ligue XFL afin d'empêcher les joueurs professionnels de second rang évoluant en AAF en 2019 de signer en XFL pour la saison 2020. La ligue dispose également d'un système de rémunération pour les membres des unités offensives et défensives en fonction de leurs statistiques. Elle rétribuera également les joueurs s'ils effectuent des services communautaires (en). Les détails exacts de ce système n'étaient pas encore finalisés au début de la saison 2019. Les joueurs sont répartis dans les diverses équipes selon un processus centralisé qui est en grande partie un secret commercial. Une fantasy league disponible sur les appareils connectés mobiles, des billets à prix démocratiques (chaque équipe disposera d'une option de siège à 35 dollars par siège secondaire) et de la nourriture bon marché sont prévus pour satisfaire les fans.
Après des débuts sportifs et médiatiques réussis, l'homme d'affaires Tom Dundon (en), propriétaire de la franchise des Hurricanes de la Caroline en Ligue nationale de hockey, promet un investissement de 250 millions de dollars et devient le nouveau président de la ligue. Cette annonce est faite quelques jours après la publication d'un article du média The Athletic annonçant que la ligue est financièrement en danger et n'a pas les moyens de payer les joueurs après la première semaine de compétition.

### Médiatisation
Pendant son processus de création, l'AAF a conclu des accords de diffusion avec CBS Sports. La première journée de compétition (composée de deux matchs télévisés régionaux et la finale seront diffusés sur CBS, tandis que CBS Sports Network retransmettra au moins un match par semaine et un des éliminatoires. CBS a diffusé une publicité pour la ligue pendant le Super Bowl LIII,,.
En plus des stations locales, la TNT retransmettra deux matchs par saison (un match de saison régulière et un match éliminatoire) tandis que NFL Network en retransmettra deux par week-end. L'application mobile de la ligue fournira une retransmission complète de toute la compétition, fournissant également la possibilité de jouer à la fantasy league (en). Le site web Bleacher Report retransmettra également un match par semaine.
Le match du week-end sur CBS Sports Network sera commenté par Ben Holden (en), Adam Archuleta, et John Schriffen (en).

### Citations originales
1. ↑  « Il you built il, they will come ».